# 高志才智
高志 才智（こし の さいち）は、飛鳥・奈良時代の仏教僧として有名な行基の父として知られる人物。名は羊（）または佐陀智・貞知（）とも書かれる。姓は史。

## 概要

### 出自
高志氏（高志史）は王仁を祖とし河内国・和泉国に分布する百済系渡来氏族。天平21年（794年）に行基の弟子・真成が、行基の骨をおさめた銅製骨臓器瓶に師の伝記を刻んだ『大僧上舎利瓶記』に、「俗性は高志氏にして、その考（ちち）の諱は才智、字は知法君の長子なり。もと百済国の王子・王爾のすえなり。その妣（はは）は、蜂田氏にして、諱は古爾比売、河内国大鳥郡の蜂田首虎身の長女なり」とあり、行基の父母の出自、名前が記されている。高志の名称は大和国高市郡阪合村越の地名に由来すると想定される。諸書においても、行基を百済人の後裔で和泉国大鳥郡出身としている。ただし、百済系渡来氏族であるが、中国系帰化人（百済に帰化していた中国人）の氏族である。
一方、別の系統で越後国頸城郡の郡司（大領）を世襲した高志氏（高志公）があり、『日本現報善悪霊異記』のみ行基を越後国頸城郡出身としている。
吉田靖雄や井上薫は、『日本現報善悪霊異記』を退けて河内・和泉国の渡来系高志氏を出自とし、その本拠をさらに絞れば今の大阪府高石市高石とする。
太田亮は、「和泉の高志氏 越史の族、及び其の後裔にして、本貫越後なり。天平勝宝元年二月紀に『大僧正行基和尚・遷化す。和尚は薬師寺の僧、俗姓高志氏、和泉国の人也』また明匠略伝に『行基菩薩は云々、天智朝七年戊辰、和泉国大島蜂田郷の家に託生す。百源の苗裔也』また僧綱補任に『大僧正行基は云々、和泉国大島郡の人、高志氏、蜂田連』また往生極楽記に『行基菩薩は、俗姓高氏、和泉国大島郡の人也』また元亨釈書十四に『僧行基は、世姓高志氏、泉州大島郡の人、百済国王の胤也。天智七年に生る』など見ゆる行基は、越史姓にして、根本は越後の人なる事・前述せし所なり。其の蜂田連と云ふは、母姓にして、百済裔と云ふは、王仁が百済より来れるが故にして、百済王裔と云ふは、其の系を飾らんが為のみ」と述べている。
出自考証
通常史伝の類では、大抵俗姓は某と父方の姓だけを挙げ、母方の姓まで言及することは稀である。行基の場合、父母両方の俗姓を伝えている最古資料は、墓誌銘のような特殊なものを除けば、景戒が著した『日本現報善悪霊異記』においてである。
文暦二年、竹林寺の僧侶によって、行基の遺骨を納めた瓶が生駒山で発掘され、以下刻まれていた。
行基の父は越氏で、母は蜂田薬師、本貫は越後国頸城郡とする景戒の記述とはいささか異同する。井上薫は、「行基の出身の高志氏を越氏と誤ったために越後の人としてしまい、どの郡で生まれたかということになると、頸城郡は大化前代に久比岐の国造の居地であり、のち律令時代に国府がおかれ、著名な郡であったのみならず、頸城郡には大領の高志公船長・高志公今子のように実際に高志氏がいたので、行基を頸城郡の人としたのかも知れない。しかし頸城郡の高志氏のカバネの公は帰化人にないもので、頸城郡には行基に関係をもつ遺跡もない（行基関係の遺跡は和泉・河内・摂津に多い）。卑近な例をあげると、江戸の人といえば神田の生まれ、大阪の人といえば船場や島の内生まれと片づけてしまう仕方があるが、これに類したことを『霊異記』もやったのであるまいかと思われ、行基を頸城郡の越氏の人とするその説には従えない」と述べている。一方、大西龍峯は「種々の理由を挙げて説いているので、一見なるほどと思うのであるが、よくよく考えるとさほど説得力のあるものではない」「井上氏が景戒の記述に従えないとする理由は、どれも決定的ではない」として、以下反論している。
1. 高志氏を越氏と誤ったとするが、表記が一定していない古代においては、こうした当て字を必ずしも誤りとすることはできず、一般に行われていたことであって、誤ったとするには根拠薄弱である[16]。
2. 越氏からその本貫を短絡的に越後にしたとするが、それなら越前でも越中でもよいのではないかという疑問が起こる。頸城郡としたことは、郡名が著名であったとするが、越後を本貫としたことが景戒の当て推量であるならば、何故わざわざ郡名まで示したのかという疑問が起こる。江戸の人といえば神田の生まれと思うような単純発想とするが、頸城郡が当時の人々の間でそれほど有名であり、人々の記憶に残るであろう充分な理由があるとは思えない。しかも頸城郡には、実際に高志氏が居住しており、なおさらである[16]。
3. カバネである公が、帰化人にはみられないとするが、百済安宿公奈登麻呂のように帰化人でも公のカバネを称している例はある[16]。
4. 行基の活動は専ら畿内に集中し、越後にはまったくその遺跡をみることができないというが、行基の活動を種々伝えているのは、他ならぬ景戒自身であるから、景戒にしてもそのことは充分知っていたはずである[16]。

大西龍峯は、「結局最も大きな理由というのは、説話集である『日本霊異記』よりも、墓誌銘である『舎利瓶記』の方が信頼できるという点であろう」「景戒が述べている行基の出自や本貫は、一概に錯誤と言えないだけでなく、かなり信頼性があるのではないかと考える」とする。
1. 景戒がことのほか行基に関心をもち、事績について熱心に調査していることは、『日本現報善悪霊異記』を漫然と通読しただけでも充分理解できる[17]。
2. 本貫を示すだけなら国名を挙げれば充分であり、郡名まで示す必要はない。郡名まで挙げるのは、それなりに理由がある。そして頸城郡には確かに高志氏が居住している[17]。
3. 『舎利瓶記』と景戒の記述は、実はさほど大きな隔たりはない。両者の相違は、甚だ微妙である。父方の俗姓に関する越氏と高志氏の相違は単に表記の問題に過ぎず、母方の俗姓に関する蜂田薬師と蜂田首の相違もカバネの違いだけである。本貫は、一方は越後国頸城郡、一方は河内国大烏郡に生まれるとしているが、この場合、必ずしも相違とはいえない。何故なら『舎利瓶記』が述べるのは、行基が母方の家で生まれたという事実に過ぎず、不審なのは、母方の本貫を記しながら、父方の本貫に触れていないことである。これについて、王仁の後裔で高志氏というので、『新撰姓氏録』に著録される古志連に結びつけ、行基の父も河内国だろう程度にしか考えていないが、一般的に、母方の本貫よりも父方の本貫を記すのが普通であり、高志氏の分派が、越後国に本貫を有していた可能性もある。越後国の人間と河内国の人間が結婚することは、当時の事情からするとやや不自然にみられるが、本貫は越後国だが、生まれは河内国ということも有り得る。すなわち、高志才智が本貫の地を離れて河内国に居住していた、という状況である[17]。

奈良初期、課役に耐えかねて逃亡し、浮浪の徒となった者が相当数いた。高志才智も、その様な浮浪民と化した者で、本貫を離れて河内国まで流れてきたのであれば、行基は正式に僧侶としての申請を為すことはできない。何故なら、『優婆塞貢進解』には戸籍を示さねばならず、父が浮浪民であれば、提示することはできない。したがって、行基が僧侶になるだけの技能を有していても、僧侶への道は閉ざされており、にもかかわらず、僧侶になっていたとすれば、私度僧にほかならない。『舎利瓶記』によると、飛鳥朝の壬午の歳に出家したとあり、行基は天平二十一年（749年）に82歳で没し、天智七年（668年）生まれであるため、天武十年（682年）の15歳のときに出家した勘定となるが、『続日本紀』養老四年（720年）正月丁巳条に「始めて僧尼に公験を授く」とあり、この年に政府は僧侶の戸籍管理をはじめる。行基が正式に得度したかどうか、公験を授ける制度のできる以前のことで、政府も明らかにし得ないが、智光が行基を浅識の沙弥と呼び、養老元年四月詔に「小僧行基…妄に罪福を説き云々」、養老六年七月太政官奏に「近ごろ在京の僧尼、浅識軽智を以て、巧みに罪福の因果を説く」とあるのを鑑みると、僧侶たる資格として必要な学業を充分修めていたようにはみられない。行基が道昭に師事したという伝承もあるが、『舎利瓶記』『日本現報善悪霊異記』には記されておらず、道昭のような著名人と関わりがあれば、書き落とす筈はない。瑜伽、唯識の法相学、民間伝道、社会事業の点で、道昭と行基は相通ずるものがあるとされるが、道昭の場合は、政府から咎められたふしがないのに、行基の場合は相当白い眼でみられているという相違がある。それは、道昭が官僧であるのに対し、行基は私度僧であることに起因し、智光が行基の大僧正就任を大いに不満としたのも、この点にある。行基は私度僧であるならば、浮浪民を率いて乞食をして糧を得たり、道場を建てて市井の人々に罪福を説くのも、自然の成行きに過ぎない。行基がもと官僧として出発し、しかも自主的決断によって民間布教へと進んだのであれば、何故再度官僧に復帰したのかという疑問が起こる。民間布教なり社会事業なりに挺身するのが本旨であれば、甘んじて大僧正の地位に就くことなどは不可解であり、行基はもとは私度僧と考えてこそ、すべては容易に説明がつく。

### 名前
既述の『大僧上舎利瓶記』よると、諱を才智、字を知法君といい、行基は才智の長子とする。
時期が下る『行基菩薩伝』に「高志史羊（または佐陀智）」、『行基菩薩行状記』では高志宿禰貞知と記される。

## 事績
行基の父としてのみ知られ、詳しい事績は不明である。
天平11年（739年）8月の『正倉院文書』に高志史広道が、亡者の為に、施薬院から銭を借用とあるが、高志史広道は施薬院の下級官人で医薬の知識技能があると考えられ、高志史は、医薬に関する知識のある氏の可能性がある。
『行基菩薩伝』によれば、行基は慶雲2年（704年）から母と共に住み、和銅3年（710年）の母の死まで孝養を尽くした。また『行基年譜』は慶雲元年（703年）に行基が生家を仏閣（家原寺）にしたという。江戸時代に編まれた『家原寺縁起』は、家原寺の創建は亡父の追善のためかという。父が慶雲元年（703年）頃に亡くなったので、残された母に孝行したという話は自然だが、確証はない。

## 系譜
- 父：不詳
- 母：不詳
- 妻：蜂田古爾比売 - 蜂田虎身の長女
  - 男子：行基（668-749）